# Trio élégiaque no 2 de Rachmaninov
Le Trio élégiaque no 2 opus 9 en ré mineur est un trio pour piano, violon et violoncelle de Serge Rachmaninov. Composé entre octobre et décembre 1893 sous le coup de l'émotion suscitée par la mort de Tchaïkovski, il est dédié « à la mémoire d'un grand artiste », et fut créé le 31 janvier 1894 par Iouli Konius (violon), Anatole Brandoukov (violoncelle) et le compositeur au piano. L'œuvre fut remaniée une première fois pour l'édition de 1907 chez Boosey & Hawkes en supprimant l'harmonium dans les derniers mouvements et une deuxième fois en 1917.
Il s'agit d'une œuvre de jeunesse, le compositeur ayant à peine 20 ans lors de son écriture. Le no 2 fait référence à un premier trio élégiaque, écrit un an plus tôt et sans numéro d'opus.

## Structure
L'œuvre comprend trois mouvements :
1. Moderato - Allegro vivace (en ré mineur)
2. Quasi variazione (en fa majeur) : Thème avec huit variations, tiré de la fantaisie pour orchestre Le Rocher
3. Finale : Allegro risoluto - moderato (en ré mineur)

La durée d'exécution est d'environ quarante-cinq minutes.

## Analyse
Unique par ses dimensions et sa profondeur d'émotion, ce trio exprime intensément l'immense tristesse dans laquelle la disparition de Tchaïkovski, qu'il admirait profondément, plongea Rachmaninov. Il s'isola complètement du monde pour composer cette partition, qu'il commença le jour même de la mort de son confrère. L'ampleur du chagrin se manifeste dès le premier mouvement, rempli d'un deuil profond, dans la plainte en crescendo du violon et du violoncelle, qui s'épanchent sur un lamento obstiné du piano. Pour le deuxième mouvement, Rachmaninov a pris comme modèle le mouvement à variations du Trio pour piano en la mineur de Tchaïkovski. Chacune des variations du thème, emprunté à son poème symphonique Le Rocher (que Tchaïkovski aimait particulièrement), présente un caractère propre et évolue dans un univers sonore et expressif particulier. Le bref finale apparaît comme une lutte entre l'allure résolue du piano et les plaintes des cordes, jusqu'à ce que revienne le début du lamento du premier mouvement, qui s'efface dans les couleurs sombres de l'extrême grave des instruments.